# 1841 en photographie
| Années de la photographie : 1838 - 1839 - 1840 - 1841 - 1842 - 1843 - 1844    |
| Décennies de la photographie : 1810 - 1820 - 1830 - 1840 - 1850 - 1860 - 1870 |

Cet article présente les faits marquants de l'année 1841 en photographie.

## Événements
- William Henry Fox Talbot fait breveter le calotype, premier procédé photographique permettant d’obtenir de multiples images positives sur papier à partir d'un seul négatif papier. Ce procédé est radicalement opposé du point de vue technique au daguerréotype de 1839 dont les plaques cuivrées donnent des images plus nettes et plus détaillées - mais uniques car ce sont des positifs ; les images issues du procédé du calotype sont plus floues et davantage texturées du fait du papier mais peuvent servir au

au tirage d’une infinité d’épreuves positives.
- août : Fox Talbot accorde à Henry Collen la licence de premier calotypiste professionnel[2] ; Collen ouvre un studio photographique au 29 Somerset Street, Portman Square, à Londres.

- Fondation à Göteborg en Suède de l'entreprise Hasselblad, spécialisée dans l'import-export ; Arvid Viktor Hasselblad, le fils du fondateur, passionné de photographie, développe une branche chargée d'importer du matériel de photographie.

- La maison Voigtländer à Vienne en Autriche produit en série (600 exemplaires) une chambre en laiton produisant des images daguerréotypes de 80 mm de diamètre, avec un objectif conçu par Joseph Petzval[3].

- L'ingénieur-opticien français Charles Chevalier, qui travaille depuis 1840 à l'amélioration du procédé photographique, installe un atelier à Paris au 69 quai de l'Horloge, où il va former Alphonse Plumier.
- Richard Beard, avec l'aide du daguerreotypiste John Johnson, ouvre le premier studio photographique professionnel d'Angleterre à la Royal Polytechnic Institution à Londres[4].

- Le Muséum national d'histoire naturelle à Paris fait l'achat d'un appareil daguerréotype pour le laboratoire de physique appliquée aux sciences naturelles ; il passe commande au photographe Louis-Auguste Bisson, pour le laboratoire d'anthropologie, de 200 daguerréotypes représentant des bustes moulés, réalisés lors du voyage de Jules Dumont d'Urville[5].

## Photographies notables

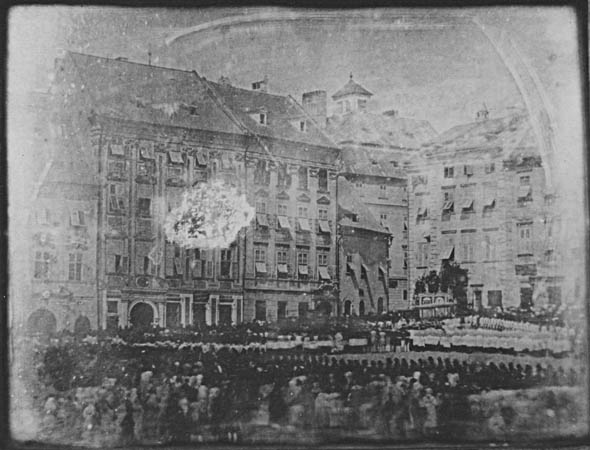
Bedřich Franz, Célébration de la Fête-Dieu à Brno, daguerréotype.

- 10 juin : daguerréotype de la Fête-Dieu (ou Corpus Christi) à Brno ; la photographie, attribuée à Bedřich Franz (en), professeur de physique et de mathématiques à l'université Palacký d'Olomouc, est la première photographie de reportage dans les Pays tchèques.

## Livres de photographies
- Noël Paymal Lerebours, Excursions daguerriennes, vues et monuments les plus remarquables du Globe, Paris, Rittner et Goupil, Lerebours, H. Bossange, 1841-1843 (lire en ligne) :  recueil de 2 volumes de 112 gravures réalisées (et parfois réinterprétées[6]) d'après des daguerréotypes pris en Italie, en Égypte, en Grèce et à Paris par quelques pionniers de la photographie.

## Études, essais, articles
- Le fils de Nicéphore Niépce, Isidore, publie à Paris Post tenebras lux. Historique de la découverte improprement nommée daguerréotype[7], qui attribue à son père la paternité de l'invention du daguerréotype, disputée avec Louis Daguerre.
- Charles Chevalier, Nouvelles instructions sur l'usage du daguerréotype : description d'un nouveau photographie, et d'un appareil très simple destiné à la reproduction des épreuves au moyen de la galvanoplastie. Suivie d'un mémoire sur l'application du brôme, Paris, Baillière, 78-2 p.
- Noël Paymal Lerebours et Marc Antoine Gaudin, Derniers perfectionnements apportés au daguerréotype, Paris, Béthune et Plon, 56 p. ; l'ouvrage connaîtra plusieurs rééditions[8].
- Louis Viardot, Topaze, peintre de portraits, satire du métier de photographe avec vignettes de Grandville, dans Scènes de la vie privée et publique des animaux, Paris, Pierre-Jules Hetzel[9].

## Naissances

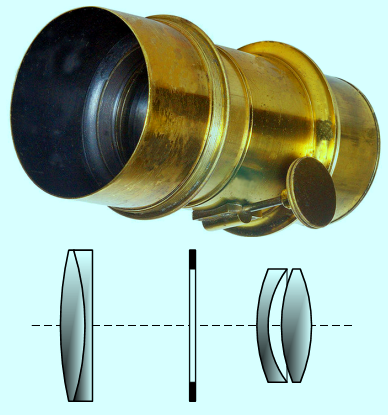
Schéma de l'objectif réalisé par Petzval en 1841, formé de deux doublets séparés par un diaphragme.

- 1er janvier : Alwina Gossauer, photographe suisse, morte le 1er janvier 1926.
- 7 janvier : Antonio García Peris, photographe espagnol, mort le 1er juillet 1918.
- 11 février : Adolfo Farsari, photographe italien établi au Japon, mort le 7 février 1898).
- 23 février : Johann Linck (de), photographe suisse, fondateur de la dynastie de photographes Linck active de 1863 à 1964, mort le 14 juin 1900[10].
- 12 mars : 
  - Franz Benque, photographe allemand, mort le 30 mars 1921.
  - Gaudenzio Marconi, photographe suisse, spécialisé dans le nu masculin, actif en France et en Belgique, mort en 1885.
- 24 mai : Claude-Joseph Portier, photographe français, actif en Algérie de 1863 à 1882, mort le 9 mai 1910.
- 25 mai : Hippolyte Délié, photographe français, actif en Egypte, mort le 11 février 1899.
- 30 mai : Karel Klíč, peintre et photographe tchèque, mort le 16 novembre 1926.
- 8 juin : Alfred Le Petit, peintre, caricaturiste et photographe français, mort le 15 novembre 1909).
- 30 juin : Albert Fernique, photographe français, pionnier de la photomécanique, mort le 19 septembre 1898.
- 21 juillet : Edmondo Behles, photographe italiano-allemand, mort le 23 novembre 1921.
- 27 juillet : Axel Lindahl, photographe suédois , connu pour ses photographies de paysages, mort le 11 décembre 1906.
- 7 août : Andrew Ainslie Common, astronome britannique connu pour ses travaux en astrophotographie, mort le 2 juin 1903.
- 5 septembre : Sophie Macaire, photographe et artiste lyrique française, morte le 1er mars 1918.
- 26 septembre : Eugène Pirou, photographe et cinéaste français, mort le  30 septembre 1909.
- 6 octobre : Caroline von Knorring, photographe suédoise, mort le 4 août 1925.
- 5 novembre : Louise Abel, photographe norvégienne, morte le 2 mai 1907.
- 10 décembre : Rosalie Magnon, photographe française, active en 1884-1885, morte le 24 février 1922.
- 12 décembre : Carl Haack, photographe allemand, mort le 18 décembre 1908.
- 18 décembre : Francesco Negri, photographe italien, mort le 21 décembre 1924.

- Date précise inconnue ou non renseignée :
  - Thomas Child (en), photographe et ingénieur britannique, actif en Chine de 1870 à 1889, mort le 27 mai 1898.
  - Alfred Hugh Harman, photographe britannique, mort le   23 mai 1913.
  - octobre ou novembre : Kusakabe Kimbei, photographe japonais, mort en avril 1932 ou 1934).